# Rugbrød

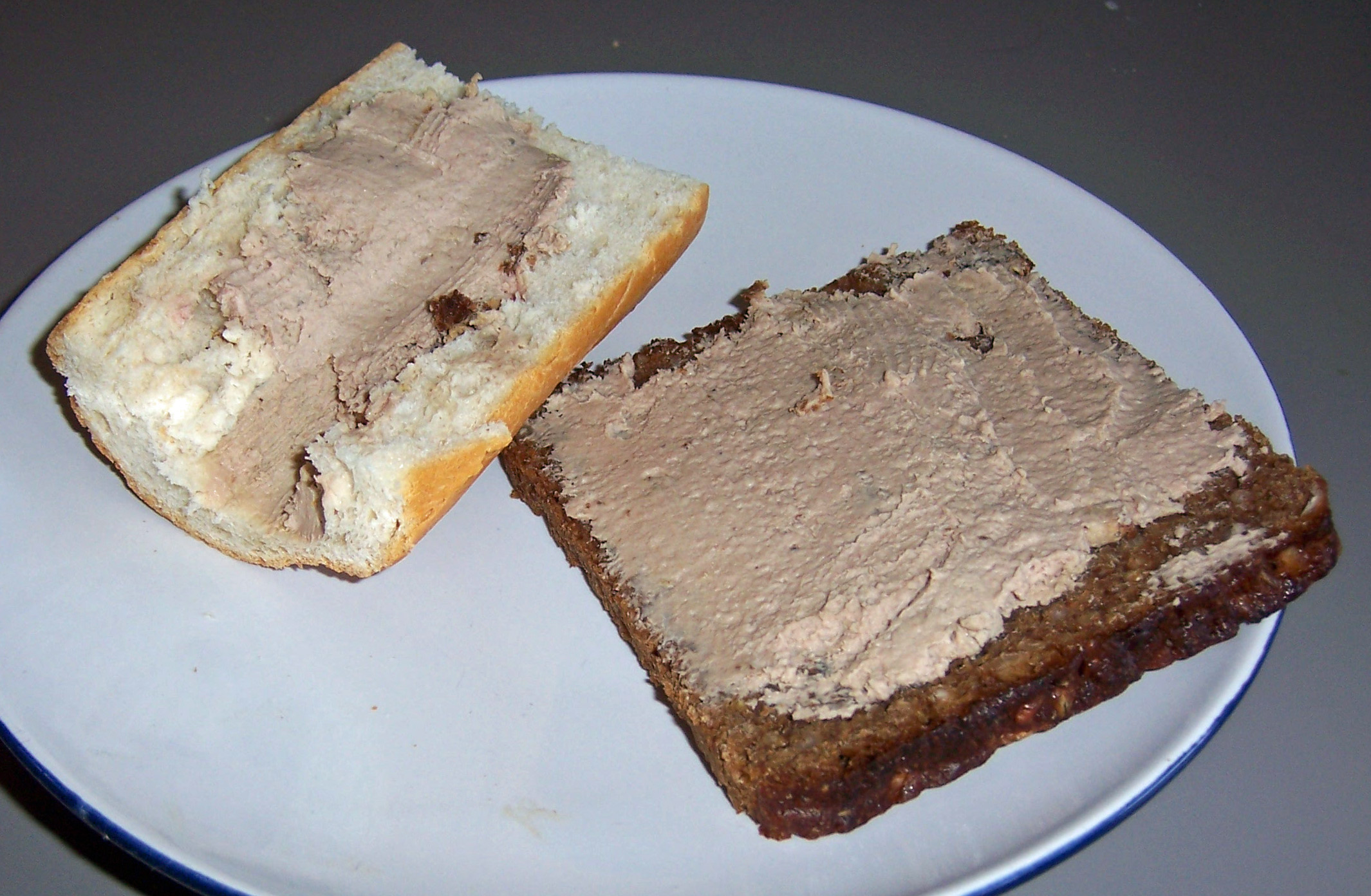
Baguete e rugbrød barrados com pasta de fígado dinamarquesa

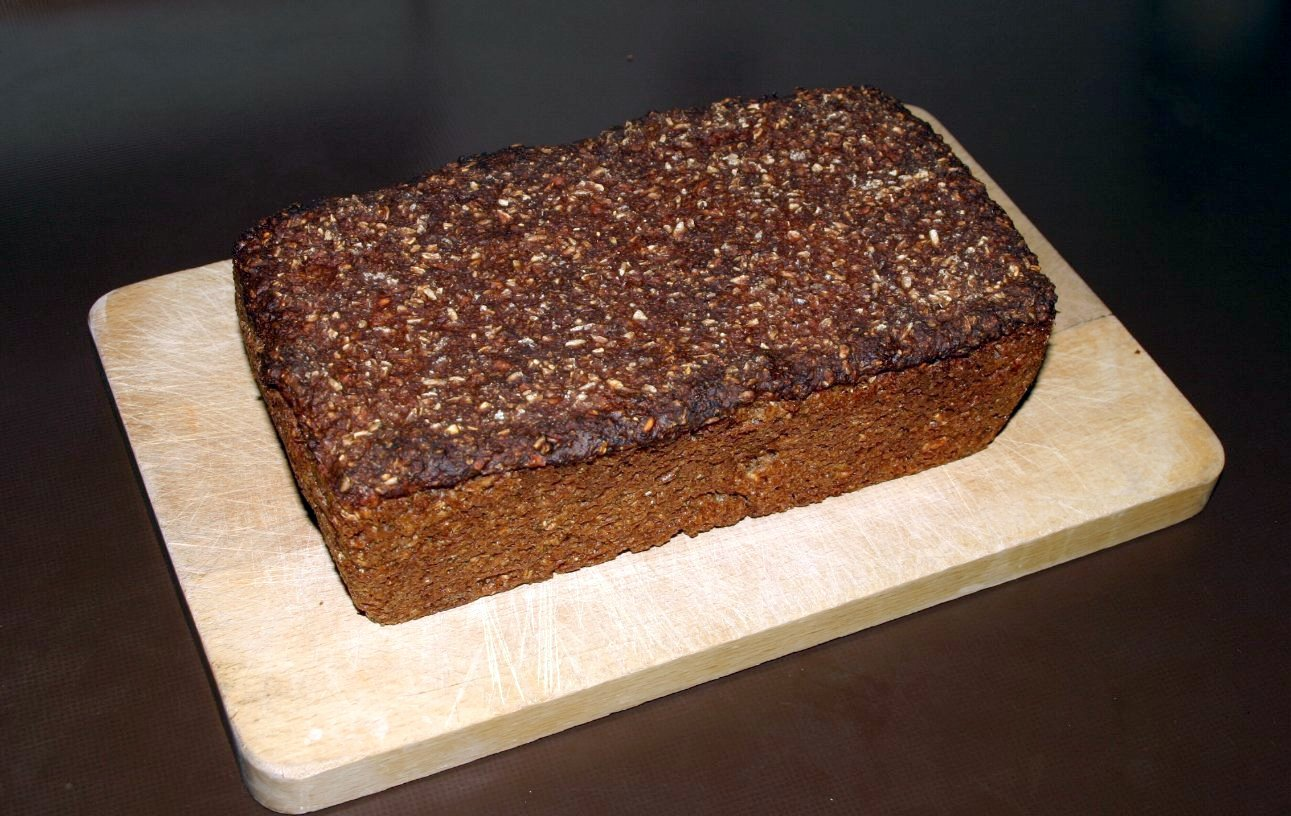
Rugbrød caseiro.

Rugbrød (em Dinamarquês, pão de centeio) é o pão mais utilizado na Dinamarca. O rugbrød comum assemelha-se normalmente a um rectângulo castanho longo, com mais de 12 cm de altura e entre 30 a 35 cm de comprimento, apesar das formas e dos tamanhos poderem variar, assim como os ingredientes. A massa azeda é sempre a base. O pão pode ser confeccionado com farinha de centeio ou conter até um terço de grãos de centeio. Também existem variantes com sementes de girassol ou outras sementes.
O pão é sempre muito magro, sendo o seu conteúdo comparável a muitas outras variedades de pão. Não contém qualquer tipo de óleo ou de tempero, para além do sal, apesar de conter frequentemente conservantes para permanecer fresco mais tempo.
Apesar de ser amplamente elogiado pelos dinamarqueses e de ser encontrado por vezes no norte da Alemanha, o rugbrød não tem grande aceitação noutras culturas, uma vez que é visto pelos não-dinamarqueses como sendo demasiado amargo, demasiado duro, ou tão somente como pouco atractivo aos olhos. Por outro lado, uma das maiores queixas dos dinamarqueses expatriados é a dificuldade que alegam ter em encontrar pães aceitáveis nos países de acolhimento.
O rugbrød com manteiga é a base essencial para fazer sanduíches com uma só fatia de pão, o smørrebrød, muito usuais e populares na Dinamarca.